# Richmond, Kalifornien
Richmond är en stad i västra Contra Costa County, Kalifornien, USA. Staden grundades den 7 augusti 1905 och är en förort till San Francisco med många dagpendlare, såväl som platsen för tung industri. Richmond omger nästan fullständigt staden San Pablo samt orterna North Richmond, El Sobrante och East Richmond Heights.
Staden leds av borgmästare miljöpartisten Gayle McLaughlin vilket gör Richmond den största amerikanska stad som har en "grön" borgmästare. Richmond är Kaliforniens 56:e största stad med en befolkning på lite drygt 100 000 invånare.

## Klimat
Richmond har liksom mycket av de östra delarna av San Francisco Bay ett milt medelhavsklimat året runt. Temperaturerna är något varmare än exempelvis i San Francisco och Marin County, men temperaturerna är samtidigt mer moderata än längre inåt land. Richmond upplever ofta en så kallad indiansommar och temperaturrekorden slås oftast i september medan januari är den kallaste månaden. Den högsta uppmätta temperaturen var 41,6 °C i september 1971 medan den kallaste var -4.4 °C i januari 1980.
Den regniga perioden börjar i slutet av oktober och slutar i april med vissa skurar i maj. Det mesta regnet faller under stormar mellan oktober och mars med januari och februari som blötaste månader.
|                                            | Jan   | Feb   | Mar  | Apr  | Maj  | Jun | Jul | Aug | Sep | Okt  | Nov  | Dec  |
| ------------------------------------------ | ----- | ----- | ---- | ---- | ---- | --- | --- | --- | --- | ---- | ---- | ---- |
| Normaldygnets maximitemperaturs medelvärde | 14    | 16    | 17   | 19   | 20   | 22  | 21  | 22  | 23  | 22   | 18   | 14   |
| Normaldygnets minimitemperaturs medelvärde | 6     | 7     | 8    | 9    | 11   | 12  | 13  | 13  | 13  | 12   | 9    | 5    |
|                                            |       |       |      |      |      |     |     |     |     |      |      |      |
| Nederbörd                                  | 124,0 | 112,0 | 89,4 | 34,3 | 13,7 | 4,3 | 1,8 | 2,3 | 6,9 | 31,8 | 88,1 | 83,8 |

| Diagram | temperaturer i °C • månadsnederbörd i mm • Källa: | temperaturer i °C • månadsnederbörd i mm • Källa: | temperaturer i °C • månadsnederbörd i mm • Källa: | temperaturer i °C • månadsnederbörd i mm • Källa: | temperaturer i °C • månadsnederbörd i mm • Källa: | temperaturer i °C • månadsnederbörd i mm • Källa: | temperaturer i °C • månadsnederbörd i mm • Källa: | temperaturer i °C • månadsnederbörd i mm • Källa: | temperaturer i °C • månadsnederbörd i mm • Källa: | temperaturer i °C • månadsnederbörd i mm • Källa: | temperaturer i °C • månadsnederbörd i mm • Källa: | temperaturer i °C • månadsnederbörd i mm • Källa: |
|         | 124 14 6                                          | 112 16 7                                          | 89 17 8                                           | 34 19 9                                           | 14 20 11                                          | 4 22 12                                           | 2 21 13                                           | 2 22 13                                           | 7 23 13                                           | 32 22 12                                          | 88 18 9                                           | 84 14 5                                           |

## Galleri

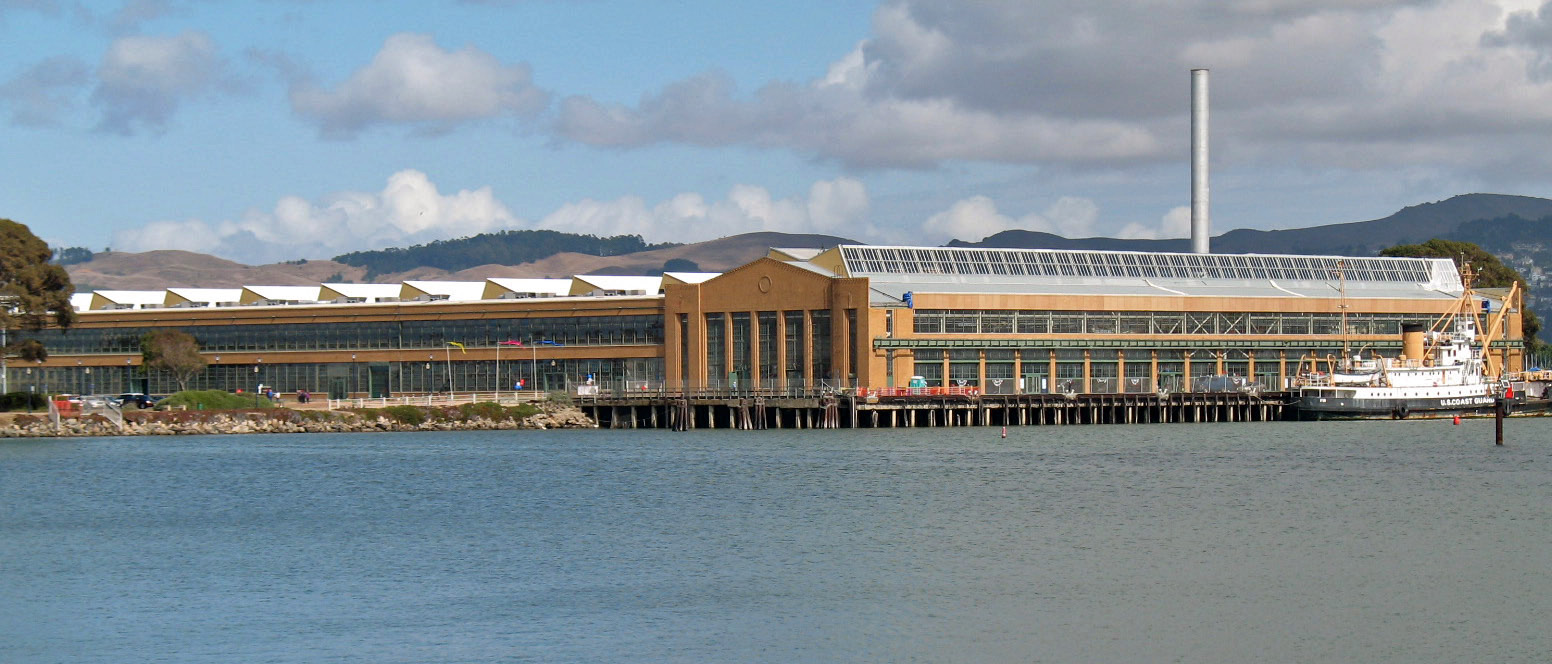
Fordfabrik i staden
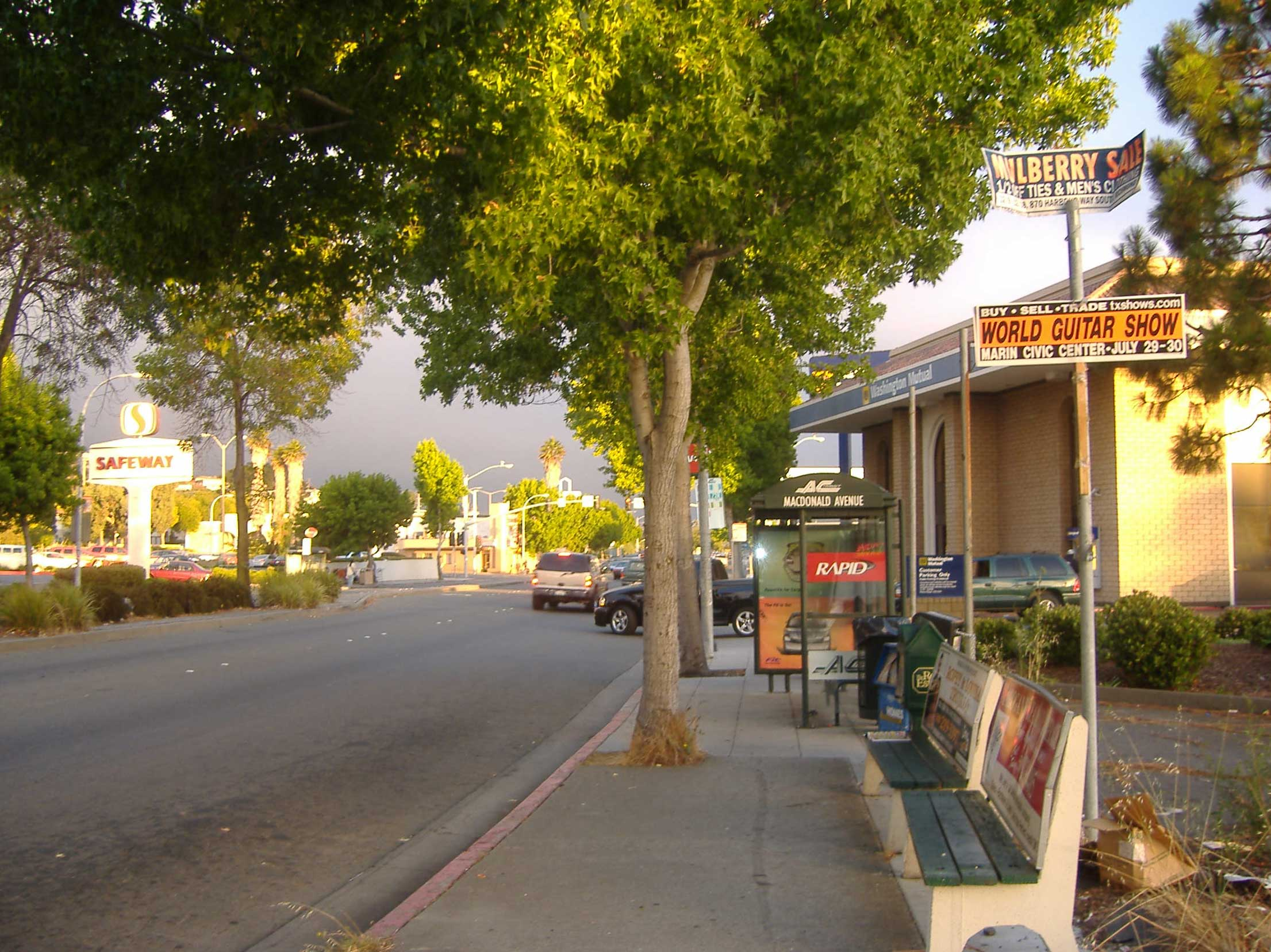
Gatuvy